# محمد بريظ
محمد بريظ (مواليد سنة 1955) هو قائد عسكري مغربي، انضم إلى القوات المسلحة الملكية في السبعينيات كضابط. يشغل حاليًا منصب المفتش العام للقوات المسلحة الملكية المغربية وقائد المنطقة العسكرية الجنوبية. عينه الملك محمد السادس مفتشًا عامًا عام 2023، خلفًا لبلخير الفاروق.

## حياته
ولد محمد بريظ عام 1955 في بلدة القباب قرب مدينة خنيفرة. تخرج من الأكاديمية الملكية العسكرية في مكناس، حيث تلقى تدريبات على مركبات إيه إم إكس -10 آر سي وإم-48 باتون المدرعة. وحاصل على شهادة من الكلية الملكية للتعليم العسكري العالي بالقنيطرة. وحاصل على شهادة الماجستير في الدفاع الوطني من كلية الدفاع المشترك في فرنسا.

## مهنته العسكرية
بدأ محمد حياته المهنية كضابط في مدينة الحاجب ضمن مجموعة السرب المدرع (الآن فوج الدبابات الملكي). ونُقل إلى مجموعة السرب المدرع الرابع في المحبس كقائد عسكري في الثمانينيات خلال حرب الصحراءالغربية المغربية.
وقبل تعيينه في منصب المفتش العام، كان مدير المكتب الثالث لهيئة الأركان العامة للقوات المسلحة الملكية منذ عام 2015، وبعدها شغل منصب ضابط أركان في مجال تدريب وتوظيف القوات.

## الحياة الشخصية
يوصف بأنه "شخص متحفظ للغاية، منضبط وشديد بشكل خاص في تطبيق اللوائح والقوانين العسكرية". وهو متزوج ولديه أربعة أطفال.

## جوائز
- وسام العرش.[3]